# Fayl-Billot

Fayl-Billot este o comună în departamentul Haute-Marne din nord-estul Franței. În 2009 avea o populație de 1.439 de locuitori.

## Evoluția populației
| An        | 1975  | 1982  | 1990  | 1999  | 2006  | 2009  |
| --------- | ----- | ----- | ----- | ----- | ----- | ----- |
| Populație | 1.741 | 1.592 | 1.511 | 1.419 | 1.460 | 1.439 |